# Ronde van Nederland 1977
De 17e editie van de Ronde van Nederland ging op 22 augustus 1977 van start in Alkmaar. De wielerwedstrijd over vijf etappes eindigde op 27 augustus in Heerlerheide. De ronde werd gewonnen door Bert Pronk.

## Etappe-overzicht
| Etappe  | Van - naar            | Km        | Etappewinnaar    |
| ------- | --------------------- | --------- | ---------------- |
| Proloog | Alkmaar               | 4,4 (TTT) | TI-Raleigh       |
| 1       | Alkmaar - Heerenveen  | 193       | Gerben Karstens  |
| 2       | Heerenveen - Nijmegen | 202       | Piet van Katwijk |
| 3       | Hoogerheide - Goes    | 192,5     | Freddy Maertens  |
| 4       | Goes - Budel          | 205       | Ludo Peeters     |
| 5       | Budel - Heerlerheide  | 247       | Rudy Pevenage    |

## Eindklassement
De Nederlander Bert Pronk werd winnaar van het eindklassement van de Ronde van Nederland van 1977 met een voorsprong van 6 seconden op de Ier Sean Kelly. De beste Belg was Rudy Pevenage met een derde plaats.
| Plaats  | Naam                   | Tijd      |
| ------- | ---------------------- | --------- |
| Winnaar | Bert Pronk             | 25u38'56" |
| 2       | Sean Kelly             | + 6"      |
| 3       | Rudy Pevenage          | + 1' 34"  |
| 4       | Fedor den Hertog       | + 2' 50"  |
| 5       | Ludo Peeters           | + 3' 20"  |
| 6       | Jean-Luc Vandenbroucke | + 3' 56"  |
| 7       | Eric Jacques           | + 7' 48"  |
| 8       | Patrick Lefevere       | + 8' 21"  |
| 9       | Eric Loder             | + 1' 04"  |
| 10      | Frank Hoste            | + 11' 11" |

1948 · 1949 · 1950 · 1951 · 1952 · 1953 · 1954 · 1955 · 1956 · 1957 · 1958 · 1959 · 1960 · 1961 · 1962 · 1963 · 1964 · 1965 · 1966 · 1967 · 1968 · 1969 · 1970 · 1971 · 1972 · 1973 · 1974 · 1975 · 1976 · 1977 · 1978 · 1979 · 1980 · 1981 · 1982 · 1983 · 1984 · 1985 · 1986 · 1987 · 1988 · 1989 · 1990 · 1991 · 1992 · 1993 · 1994 · 1995 · 1996 · 1997 · 1998 · 1999 · 2000 · 2001 · 2002 · 2003 · 2004 · 2005 · 2006 · 2007 · 2008 · 2009 · 2010 · 2011 · 2012 · 2013 · 2014 · 2015 · 2016 · 2017 · 2018 · 2019 · 2020 · 2021 · 2022 · 2023 · 2024